# جيروم بيريز
جيروم بيريز (بالفرنسية: Jérôme Pérez)‏ (18 فبراير 1982 في فرنسا - ) هو لاعب كرة قدم فرنسي في مركز الدفاع. لعب مع أولمبيك مارسيليا ونادي أورليانز ونادي سيدان ونادي كريتيل وبونتيت جراند أفينيون 84 ‏.

## وصلات خارجية
- جيروم بيريز على موقع قاعدة بيانات كرة القدم.إي يو (الإنجليزية)